# Barrera menorquina

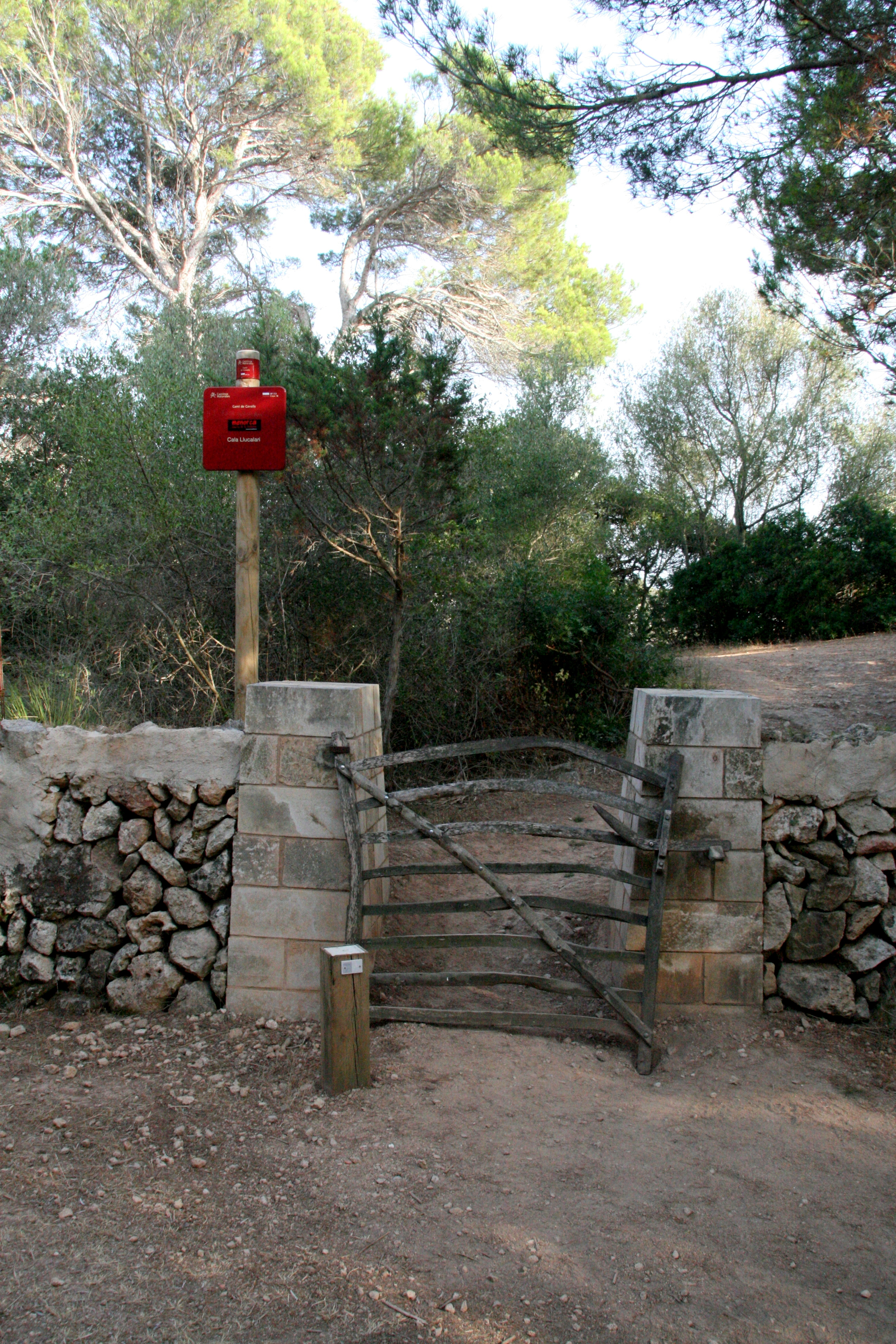
Barrera menorquina (Camí de Cavalls, acceso a cala Llucalari).

Las barreras menorquinas son puertas de madera de acebuche (ullastre) utilizadas en el medio rural de la isla de Menorca y que constituyen un elemento del patrimonio cultural de dicha isla. Las barreras menorquinas han servido para controlar el paso por los portells abiertos en los muros de piedra seca que limitan las tanques (cada tanca es el recinto aproximadamente cuadrado, con en torno a una hectárea de extensión, cercado por un muro, que constituye una parcela de explotación agrícola en Menorca; el paisaje rural de la isla se encuentra totalmente parcelado por estos muros, que limitan las tanques). También se han usado para proteger la entrada a los caminos particulares que llevan hasta las viviendas rurales. Constan habitualmente de ocho travesaños horizontales.
El proceso de fabricación ha sido tradicionalmente artesanal, y ha estado a cargo de los araders, artesanos que fabricaban los aperos del campo, entre los que se encontraban las barreras (que solían realizar también con acebuche). Actualmente su uso se ha extendido más allá del medio rural.
El acebuche (Olea europaea var. sylvestris) es un olivo silvestre. Se trata de una planta termófila con gran resistencia a la sequía, que crece en las costas mediterráneas. Su madera es muy dura y resistente, pero de crecimiento lento y retorcido, lo que hace difícil la mecanización. Gracias a la madera utilizada, una barrera menorquina puede alcanzar los veinte años de vida.